# San Baltazar Loxicha
San Baltazar Loxicha es una localidad de más de 3.000 habitantes situada en el estado de Oaxaca, en el país de México.

## Toponimia
Recibe el nombre de San Baltazar, por el Santo Patrón de la población. Loxicha que en zapoteco significa: "Lugar de piñas".

## Historia
El primero de enero de 1521 llega a este lugar don Fernando B. Guzmán, Juez congregador comisionado para congregar tres núcleos, San Juan Latzuguí, el cual estaba ubicado en el extremo del cerro sabrozo que se ubica al centro de esta población; San Bernardo que se encontraba situado al pie del cerro Tizneñ fue difícil la tarea de Don Fernando de convencer a estos tres núcleo, dos años se tardó a esta comunidades, los habitantes de San Juan abandonaron su lugar de origen, se congregan con los pobladores de San Baltazar, de igual forma aceptaron los pobladores de San Bernardo, así nace el actual Municipio de San Baltazar Loxicha, fue gobernado por agentes Municipales, durante más de 300 años sufriendo amenazas de naturaleza, huracanes y temblores.
- 1826: San Baltazar Loxicha pertenece al partido de Miahuatlán. Decreto número 47 de fecha 15 de marzo.
- 1844: San Baltazar Loxicha es poblado de la parroquia de Loxicha, subprefectura de Pochutla, distrito de Ejutla. División Permanente del Territorio del Departamento (artículo 9) de fecha 18 de noviembre.
- 1858: San Baltazar Loxicha pertenece al distrito de Pochutla. Decreto número 2 de fecha 23 de marzo.
- 1891: Se registra como San Baltazar Loxicha, agencia municipal del distrito de Pochutla.